# Fibrobeton

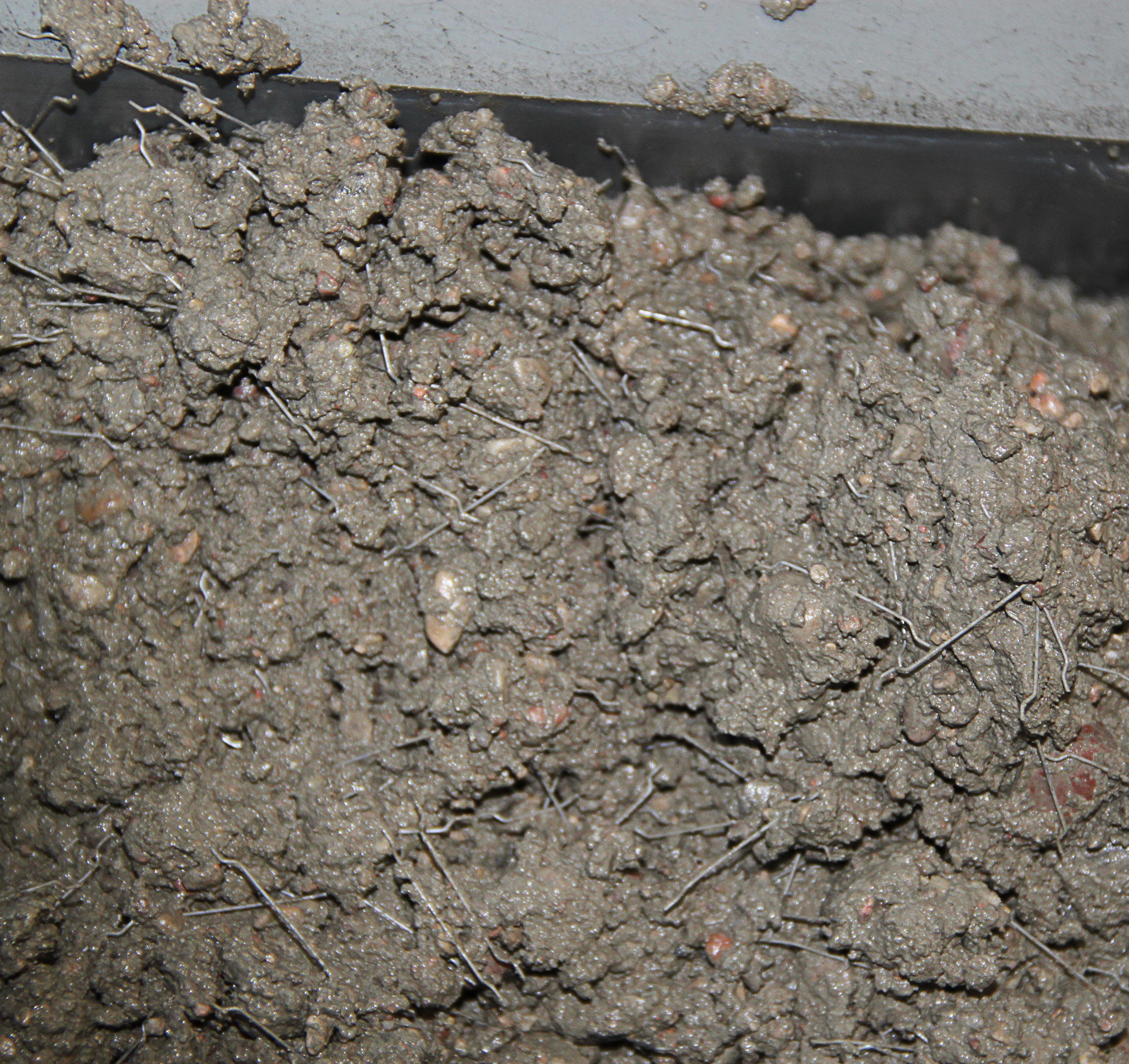
Mieszanka fibrobetonowa z włóknami stalowymi

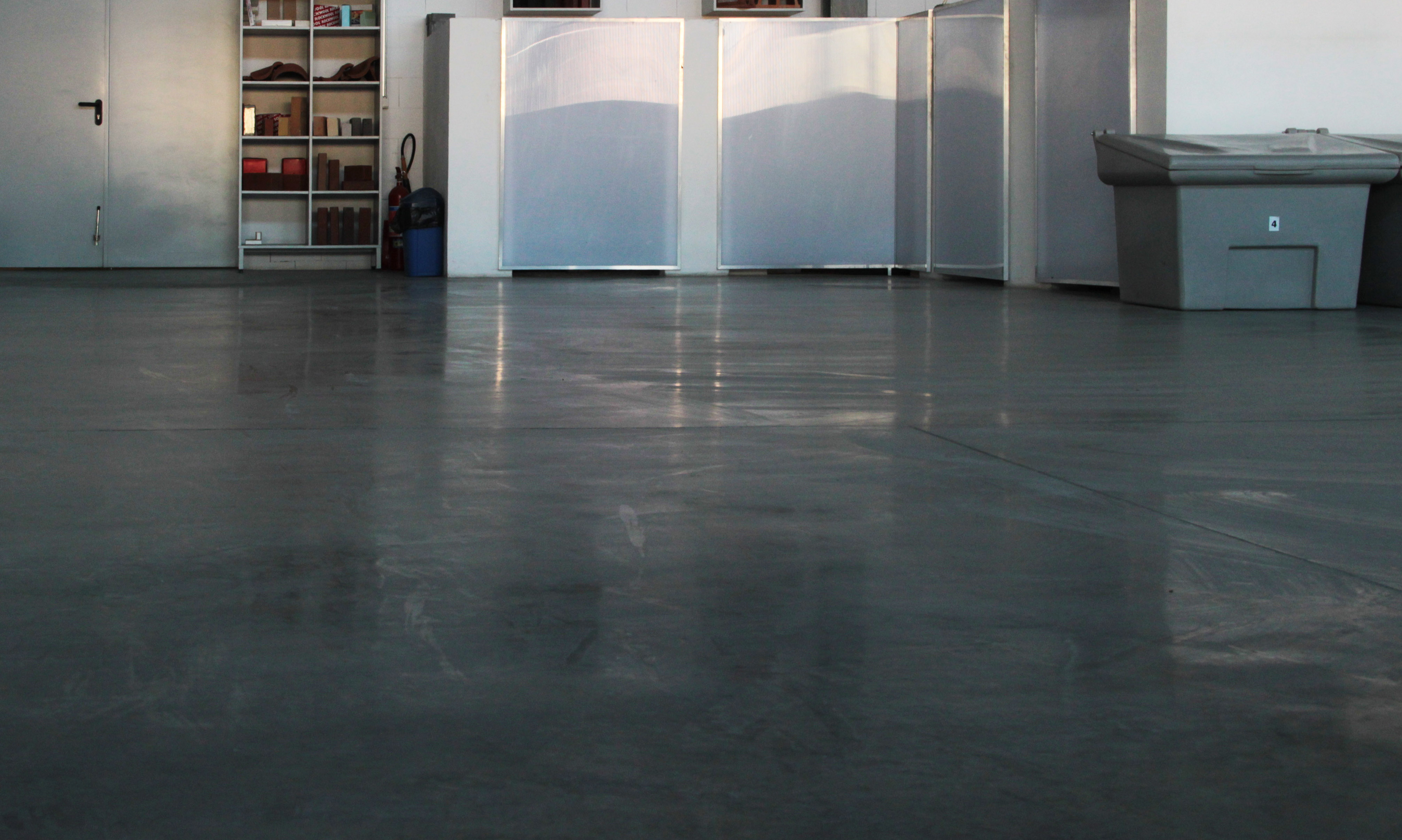
Posadzka przemysłowa wykonana z fibrobetonu

Fibrobeton (włóknobeton lub drutobeton) – rodzaj betonu, który poza podstawowymi składnikami (cement, kruszywo, woda) zawiera krótkie włókna zbrojeniowe równomiernie rozmieszczone w całej objętości betonu. Włókna mogą być wykonane z materiałów takich jak: szkło, stal, tworzywo sztuczne, bazalt. W porównaniu do betonu zwykłego, charakteryzuje się większą wytrzymałością na rozciąganie przy zginaniu, na ściskanie oraz na ścinanie, a także zwiększoną odpornością zmęczeniową i udarnością. Ze względu na swoje właściwości wykorzystywany jest w elementach narażonych na działanie dużych obciążeń, np. posadzki przemysłowe, elementy cienkościenne. Obecnie najczęściej stosowanymi włóknami do modyfikowania betonu są włókna stalowe i włókna polimerowe.

## Historia
Włókna jako zbrojenie stosowano już od czasów starożytności. W Mezopotamii budowniczy dodawali zwierzęcą sierść i ciętą słomę do wyrobów glinianych w celu ich wzmocnienia.
Od początku XX wieku stosowano na całym świecie włókna z azbestu. Zmieszane z zaczynem cementowym tworzyły azbestocement zwany eternitem. Z eternitu produkowano płyty pokryć dachowych i elewacyjnych oraz rury instalacyjne. Obecnie, ze względu na szkodliwy wpływ azbestu na zdrowie człowieka, nie stosuje się włókien azbestowych do modyfikowania betonu.
Proces powstawania kompozytu betonowego z dodatkiem włókien rozpoczął się w 1874 roku. Zapoczątkował go A. Bernard z Kalifornii, dodając do betonu niewielkie opiłki stalowe. Następnie w 1910 roku H. Porter wspomniał o możliwości zastosowania krótkich drutów do betonu, które polepszyły „jednorodność betonu zbrojonego tylko grubymi prętami”. W 1918 roku H. Alfsen opatentował wzmacnianie betonu długimi włóknami stalowymi. Twierdził, że podniesie to jego wytrzymałość na rozciąganie. Jako pierwszy dostrzegł wpływ chropowatości powierzchni włókien na ich przyczepność do betonu i zauważył, że ważne jest zakotwienie włókien. N. Zitkewic w 1938 roku wymyślił sposób na podwyższenie wytrzymałości i udarności betonu poprzez dodanie pociętego na kawałki drutu ze stali miękkiej.
Dopiero w 1963 roku Romualdi i Baston na dużą skalę zajęli się modyfikacją betonów włóknami stalowymi. Przedstawili pogląd, w którym krótkie włókna stalowe utrudniają pojawianie się rys w betonie i hamują ich propagację. Technologię tego betonu opatentowano pod nazwą „Wirand”.

## Wpływ włókien na właściwości betonu
Efektywność włókien zawartych w betonie zależy od ich ilości, właściwości, kształtu, wymiarów oraz od ich przyczepności do betonu. Jeżeli ich udział osiągnie pewną graniczną wartość, „przekształcą” go w materiał quasi-plastyczny. W przeciwieństwie do betonu zwykłego fibrobeton przenosi krótkotrwałe przeciążenia bez widocznych uszkodzeń. Kształt włókien sprawia, że pęknięty element nie rozpada się na kawałki i trudno go rozdzielić.
Zawartość włókien stalowych pogarsza urabialność mieszanki betonowej. Aby polepszyć urabialność zalecane jest zwiększenie ilości zaczynu i drobnego kruszywa. Zalecane jest również zastosowanie superplastyfikatorów, które upłynnią konsystencję mieszanki.
Włókna bardzo korzystnie wpływają na właściwości mechaniczne, fizyczne oraz reologiczne betonu.
Do najważniejszych korzyści należą:
- trzy do pięciokrotne zwiększenie wytrzymałości na rozciąganie przy zginaniu[2],
- podwyższenie wytrzymałości na ściskanie w zakresie od 15 do 30%[1][3],
- podwyższenie wytrzymałości na rozciąganie do 15%[2],
- podniesienie wytrzymałości zmęczeniowej (zwłaszcza przy zginaniu) nawet trzykrotnie[1],
- wysoka mrozoodporność[1],
- wzrost udarności nawet kilkunastokrotny[1],
- zwiększona odporność na pękanie, energia potrzebna do zniszczenia wzrasta kilkadziesiąt razy[1][2],
- duża odporność na ścieranie[2],
- wzrost wodoszczelności wraz ze wzrostem ilości włókien – nawet o 60%[5],
- dodatek włókien stalowych wyraźnie podnosi odporność betonu na działanie wysokich temperatur, szczególnie na ich gwałtowne zmiany[1],
- obniżenie skurczu i pełzania o 10–30%[1][5],
- obniżenie modułu sprężystości od 10 do 25%[2].

Włókna w betonie korzystnie wpływają na wytrzymałość na docisk miejscowy. Dzięki temu beton może przenieść duże obciążenia punktowe. Ograniczają również powstawanie rys w trakcie obciążania betonu oraz hamują ich propagację.
Fibrobeton nie ulega zniszczeniu gdy dojdzie do pęknięcia materiału, lecz dalej się odkształca. Włókna spajają kompozyt i zapobiegają jego rozerwaniu. Przenoszą cześć naprężeń i równomiernie rozkładają je na cały obszar betonu. Ponadto włókna zmniejszają ilość pęknięć skurczowych.

## Rodzaje włókien
Włókna do modyfikowania betonu wytwarzane są z różnych materiałów, w różnych kształtach i rozmiarach.
Można wyróżnić:
- włókna stalowe – najpowszechniej stosowane włókna do modyfikowania betonu w postaci krótko pociętego drutu stalowego[3],
- włókna polimerowe (syntetyczne) – w postaci krótkich, cienkich nitek, postrzępionych powierzchni z materiału polimerowego[3][6],
- włókna szklane – ciągło lub krótko cięte ze szkła o podwyższonej odporności na działanie środowiska agresywnego[3],
- włókna węglowe,
- włókna bazaltowe – cienkie włókna wykonane z bazaltu powleczonego polimerem[6],
- włókna naturalne – bardzo rzadko stosowane ze względu na słabe właściwości,
  - celulozowe

## Ilość i rozmieszczenie włókien w betonie
Ilość włókien dodanych do mieszanki betonowej wyraża się najczęściej jako udział procentowy w całkowitej objętości kompozytu fibrobetonowego. Zawartość włókien w kompozycie wynosi od 0,5 do 3% całej objętości. Jeżeli dodanych włókien będzie więcej niż 2% to może dojść do plątania się włókien i powstania tzw. „jeży”, czyli zbitych kul włókien, które tworzą się podczas mieszania składników. Z kolei dodatek włókien mniejszy niż 0,5% nie powoduje zauważalnych zmian cech mechanicznych modyfikowanego betonu.

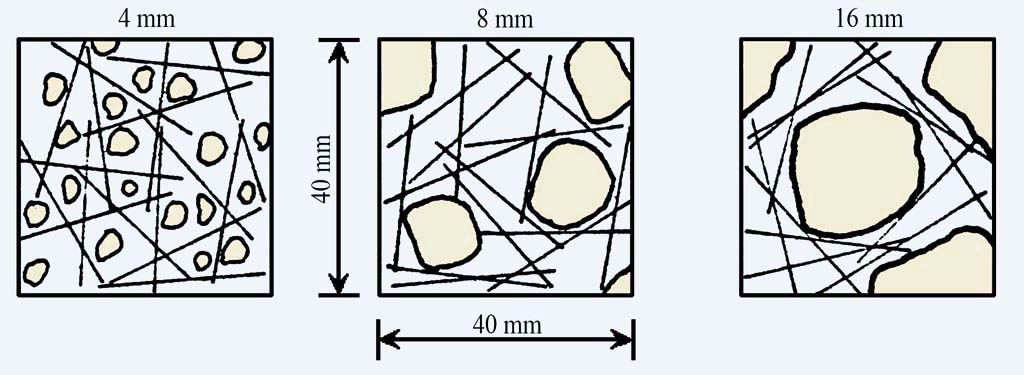
Rozkład włókien w zależności od średnicy ziaren kruszywa

Zawartość włókien w betonie zależy także od ich smukłości {\displaystyle l/d} (gdzie {\displaystyle l} – długość włókna, a {\displaystyle d} – średnica włókna). Im większa smukłość włókien, tym mniej można ich dodać do mieszanki betonowej.
Na ilość i rozkład włókien w kompozycie cementowym wpływ ma także wielkość ziaren kruszywa. Włókna są bardziej równomiernie rozłożone w mieszance betonowej gdy wielkość kruszywa mieści się w przedziale od 4 do 8 mm. Kruszywo grube uniemożliwia równomierny rozkład włókien. W ten sposób kompozyt uzyskuje najlepsze efekty wytrzymałościowe.

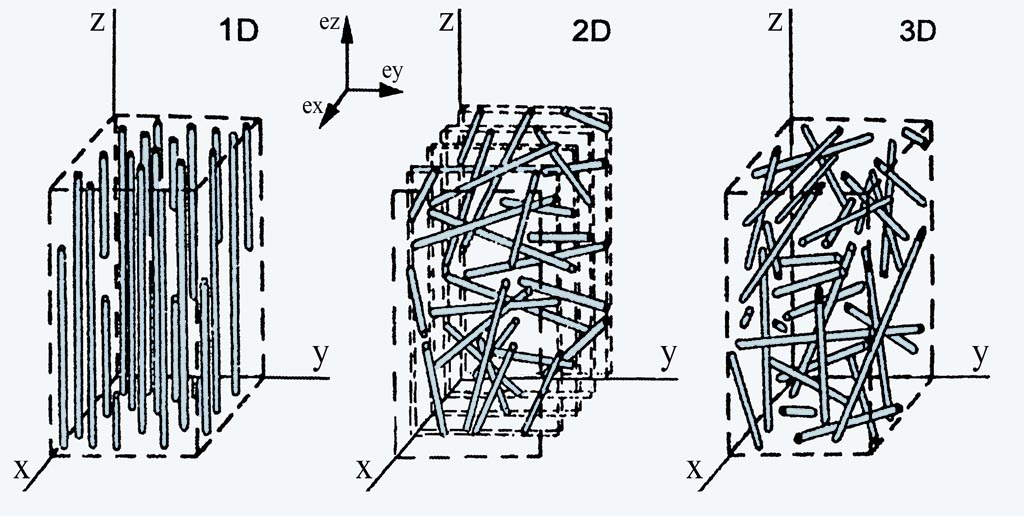
Układy orientacji włókien w kompozycie cementowym

W celu uzyskania najwyższej wytrzymałości rozmieszczenie włókien w betonie powinno być równoległe do kierunku głównych naprężeń rozciągających.
Można wyróżnić 3 typy orientacji włókien:
- liniowy 1D – włókna równolegle do siebie,
- płaski 2D – włókna równoległe względem jednej płaszczyzny,
- przestrzenny 3D – włókna ukierunkowane równomiernie we wszystkich kierunkach.

Najczęściej występuje układ przestrzenny 3D, który prowadzi do uzyskania najwyższych właściwości i wytrzymałości kompozytu cementowego.

## Przygotowanie mieszanki
Najczęściej mieszankę przygotowuje się w betoniarce zaczynając od wsypania do niej 2/3 części masy kruszywa wysuszonego do stałej masy. Następnie dodaje się cement, a potem pozostałą część kruszywa i wszystkie suche składniki poddaje się wstępnemu mieszaniu. Po określonym czasie dolewa się wodę, mieszając dalej aż do uzyskania jednorodnej mieszanki. Dodawanie włókien odbywa się stopniowo podczas mieszania składników w celu równomiernego rozprowadzenia ich w mieszance betonowej.

## Zastosowanie fibrobetonu
Fibrobeton znajduje zastosowanie zarówno bezpośrednio na placu budowy, jak i do produkcji elementów prefabrykowanych.
Najczęściej stosowany w:
- nawierzchniach drogowych i lotniskowych[1],
- posadzkach przemysłowych, posadzkach posadowionych na palach[7],
- fundamentach płytowych budynków mieszkalnych, użyteczności publicznej, magazynów, zbiorników[7],
- fundamentach pod maszyny[1],
- monolitycznych, wolnopodpartych stropach międzykondygnacyjnych oraz stropach zespolonych[7],
- budownictwie wodnym – zapory wodne, kanały, śluzy, koryta ściekowe[1],
- ścianach oporowych[7],
- płytach pomostowych[7],
- elementach ogniotrwałych – pokrywy otworów wsadowych[1],
- elementach cienkościennych – rury, płyty osłonowe[2],
- naprawach betonu w konstrukcjach, w tym betonowania metodą natryskiwania[2],
- konstrukcjach narażonych na obciążenia dynamiczne[6].
- budowach tuneli[1]

## Procedury badawcze
Fibrobeton, to materiał, w którym stosuje się wszystkie procedury badawcze, dotyczące cech mechanicznych, jak w przypadku betonu zwykłego. Występują jednak sytuacje wyjątkowe, gdzie specyficzne zachowanie fibrokompozytu uniemożliwia zastosowania tych samych procedur, jak dla betonu niemodyfikowanego włóknami. Przede wszystkim w inny sposób rozpatrywana jest wytrzymałość na rozciąganie przy zginaniu. Do tego zadania wykorzystywane są procedury opisane w normach: japońskiej JSCI-SF4, amerykańskiej ASTM C1018-97 oraz europejskiej EN 14651:2005.

## Wytrzymałość na rozciąganie przy zginaniu
Wytrzymałość na rozciąganie przy zginaniu według normy japońskiej określana jest maksymalnym obciążeniem niszczącym {\displaystyle P_{u}} oraz naprężeniem rozciągającym {\displaystyle f_{u},} nazywanym również umowną nośnością na zginanie elementów próbnych.
Parametr {\displaystyle f_{u}} wyznacza się z zależności:
{\displaystyle f_{u}={\frac {P_{u}l}{bh^{2}}}}
gdzie:
{\displaystyle b} – szerokość próbki w kształcie graniastosłupa o przekroju kwadratowym,
{\displaystyle h} – wysokość próbki w kształcie graniastosłupa o przekroju kwadratowym,
{\displaystyle l} – rozpiętość próbki w kształcie graniastosłupa o przekroju kwadratowym.
Cechą charakterystyczną fibrobetonu jest współczynnik odporności na pękanie przy zginaniu {\displaystyle f_{e},} nazywany również „równoważną wytrzymałością na rozciąganie przy zginaniu”.
Parametr {\displaystyle f_{e}} wyznacza się z zależności:
{\displaystyle f_{e}={\frac {T_{\delta }}{\delta }}\cdot {\frac {l}{bh^{2}}},}
gdzie:
{\displaystyle T_{\delta }} – odporność na pękanie przy zginaniu {\displaystyle (N\cdot mm),} będąca polem powierzchni pod krzywą ugięcia belki w przedziale do {\displaystyle {\frac {1}{150}}l},
{\displaystyle b} – szerokość próbki w kształcie graniastosłupa o przekroju kwadratowym,
{\displaystyle h} – wysokość próbki w kształcie graniastosłupa o przekroju kwadratowym,
{\displaystyle l} – rozpiętość próbki w kształcie graniastosłupa o przekroju kwadratowym.
Badanie wytrzymałościowe jest stosunkowo łatwe do wykonania, lecz jest obarczone pewnymi nieścisłościami, zależnymi między innymi od wymiarów próbki czy wyznaczeniem granicznego punktu ugięcia belki. Badanie należy przerwać w chwili osiągnięcia przez próbkę wartości {\displaystyle {\frac {1}{150}}l,} co oznacza, że moment pojawienia się pierwszej rysy nie jest poddany dalszym obserwacjom.
Norma amerykańska badanie wytrzymałościowe określa, jako wytrzymałość do momentu pojawienia się pierwszej rysy. Jest to moment, w którym krzywa zależności obciążenie – odkształcenie odchyla się od linii prostej. Wartość, która charakteryzuje wielkość odporności na pękanie jest stosunek pochłoniętej energii dla danego odkształcenia do energii wykorzystanej w celu pojawienia się pierwszej rysy, będący wskaźnikiem tej odporności. Wskaźnik odporności na pękanie mówi, w jakim stopniu różni się od ciała idealnie sprężysto – plastycznego mieszanka betonowa modyfikowana włóknami.
W normie amerykańskiej spotykamy pojęcie „wskaźnika rezydualnej wytrzymałości na rozciąganie przy zginaniu” {\displaystyle R.} Dla ciała będącego materiałem idealnie sprężysto-plastycznym wartość {\displaystyle R=100.} Dla mieszanki betonowej modyfikowanej włóknami wartość należy obliczyć według wzoru:
{\displaystyle R_{a,b}={\frac {100\cdot (I_{b}-I_{a})_{SFRC}}{(I_{b}-I_{a})_{EP}}},}
gdzie:
{\displaystyle SFRC} – mieszanka betonowa modyfikowana włóknami,
{\displaystyle EP} – materiał, będący ciałem idealnie sprężysto – plastycznym.
Wśród producentów włókien stalowych można się zetknąć z pojęciami „ilorazów odporności na pękanie” {\displaystyle R_{u}} oraz {\displaystyle R_{e}.} Podane parametry należy obliczać według wzorów:
{\displaystyle R_{u}=100{\frac {f_{u}}{f_{o}}}\;{}} oraz {\displaystyle {}\;R_{e}=100{\frac {f_{e}}{f_{o}}},}
gdzie:
{\displaystyle f_{u}} – naprężenia rozciągające, nazywane również umowną nośnością na zginanie elementów próbnych,
{\displaystyle f_{e}} – współczynnik odporności na pękanie przy zginaniu, nazywany również „równoważną wytrzymałością na rozciąganie przy zginaniu”,
{\displaystyle f_{o}} – współczynnik wytrzymałości na rozciąganie przy zginaniu kompozytu bez dodatku włókien.
Jak w przypadku normy japońskiej, norma amerykańska także jest obarczona pewnymi niedokładnościami. Po pierwsze – należy precyzyjnie pomierzyć ugięcie próbki. Wartość ugięcia zależy od sposobu podparcia próbki na podporach oraz narastające odkształcenie w miejscu pojawienia się rysy. Po drugie – należy dokładnie określić ugięcie przy powstaniu pierwszej rysy.